# Steven VanRoekel
Steven VanRoekel a été nommé Chief information officer - Directeur des systèmes d'information - du Gouvernement des États-Unis par le Président Barack Obama le 4 août 2011. Il succède à Vivek Kundra.

## Carrière
De 1994 à 2009, Steven VanRoekel exerce diverses fonctions chez Microsoft, notamment dans les domaines des outils et des serveurs informatiques.
Il rejoint l'administration Obama en 2009 comme directeur administratif - managing director - de la FCC, puis l'USAID.
Il est titulaire d'un Bachelor of arts en management des systèmes d'information de l'Université de l'Iowa.

## Orientations
Dès le 8 août 2011, dans un contexte marqué par la recherche d'économies, il a donné des directives aux CIOs fédéraux orientées vers l'efficacité et l'efficience, notamment concernant la gouvernance, le recours à des solutions du marché, le management des programmes et la sécurité.
Les CIOs des Agences et des départements fédéraux seront jugés responsables dans l'ensemble du domaine IT de leur agence et de ses contractants de la réduction des coûts, de mettre fin ou de redresser les projets en difficulté, de l'adéquation des fonctionnalités aux besoins métiers, du raccourcissement des délais des projets ainsi que de la sécurité des données et des systèmes.
Ils disposent de nouveaux pouvoirs en matière de :
- gouvernance, grâce à une vérification systématique des investissements et des activités associant les équipes et les responsables de l'Agence ;
- moyens informatiques, où ils doivent améliorer l'alignement métier et éliminer les redondances dans tous les domaines - infrastructures, systèmes d'information et de communication d'entreprise, systèmes de gestion ;
- management des programmes, notamment en matière de recrutement et de gestion des talents ;
- sécurité, domaine où ils ont la responsabilité pour toute l'Agence notamment mettre en place une politique de sécurité comportant une supervision des systèmes et des données, une politique de gestion des risques formalisée, un reporting aux autorités et des parades en quasi temps réel.